# Streik um die Lohnfortzahlung im Krankheitsfall
Der Streik um Lohnfortzahlung bei Krankheit begann am 24. Oktober 1956 in Schleswig-Holstein und entwickelte sich zum längsten Arbeitskampf in Deutschland seit 1905. Mehr als 34.000 Beschäftigte der Metallindustrie erstreikten nach 114 Tagen einen Tarifvertrag, der die Arbeiter bei Krankheit besser absicherte, da nun der Lohn bei Krankheit weitergezahlt wurde. Damit wurde ein Grundstein für die heutigen tarifvertraglichen und gesetzlichen Regelungen zur Lohnfortzahlung bei Krankheit gelegt.

## Ziele des Streiks
Im August 1955 hatte der Vorstand der IG Metall beschlossen, alle Rahmentarifverträge kündigen zu lassen, bei denen die Möglichkeit dazu bestünde. Das war unter anderem in Schleswig-Holstein der Fall. Die aufgestellten Forderungen für die neuen Verhandlungen waren:
- Lohnausgleich bei Krankheit,
- eine Erhöhung der Urlaubstage und
- die Zahlung eines zusätzlichen Urlaubsgeldes.

In seinem Mittelpunkt stand die Forderung nach Gleichbehandlung von Arbeitern und Angestellten bei Krankheit: Für Angestellte galt bereits die volle Lohnfortzahlung im Krankheitsfall.
Die schleswig-holsteinischen Arbeitgeber und der Gesamtverband der Metallindustriellen befürchteten einen Präzedenzfall und wollten deshalb vor allem die Lohnfortzahlung im Krankheitsfall verhindern.

## Streikdurchführung
Es folgten vorbereitende Gespräche mit den Arbeitgebern und am 28. Juli 1956 die erste Verhandlung, die zu keiner Einigung führte. Die gewerkschaftliche Verhandlungskommission erklärte am 28. September schließlich das Angebot der Arbeitgeber für unzureichend. Die Große Tarifkommission entschloss sich, den Betroffenen das Verhandlungsergebnis zur Entscheidung vorzulegen. Über die Absicht, am 11. und 12. Oktober eine Urabstimmung abzuhalten, wurden die Arbeitgeber informiert.
Im gesamten Tarifgebiet betrug das Organisationsverhältnis 71,9 %. Von 62.366 Arbeitern waren 44.856 Mitglieder der IG Metall. In fast allen Verwaltungsstellen bestand ein gut ausgebauter Vertrauenskörper. Die Bemühungen der Bezirkskommission, die Beschäftigten in den Betrieben auf eine Auseinandersetzung vorzubereiten, reichten von Pressekonferenzen über Inserate, Flugblätter und Plakate bis hin zu Wochenendschulungen und Großveranstaltungen.
Erstmals wurde ein so langer Streik nicht um die Verbesserung des Lohntarifs, sondern um einen Rahmentarifvertrag geführt. Die beiden Hauptforderungen – Lohnausgleich und Urlaubsgeld – hätten etwa 3,23 % der Bruttolohnsumme ausgemacht. Dazu war die wirtschaftliche Lage ausgezeichnet. Die Auftragsbestände der Werften hatten im Herbst 1956 einen noch nie dagewesenen Höchststand erreicht.

## Schlichtungsversuche
Einigungsversuche des Ministerpräsidenten von Schleswig-Holstein, Kai-Uwe von Hassel, blieben ergebnislos. Der Schlichtungsvorschlag Hassels – der keine der Kernforderungen der IG Metall berücksichtigte – wurde in einer Urabstimmung am 7. Januar 1957 mit 97,4 % abgelehnt. Der Arbeitskampf wurde auf weitere Betriebe ausgedehnt.
Verhandlungen unter Vorsitz des früheren Arbeitsministers von Nordrhein-Westfalen Johann Ernst führten zwar zu einem Ergebnis, dessen Annahme der Vorstand, die Streikleitung und die Tarifkommission empfahlen, aber die Streikenden stimmten nicht zu. Mit 76,2 % lehnten sie am 30. Januar das Verhandlungsergebnis ab. Schon die Große Tarifkommission hatte sich nur mit der knappen Mehrheit von 32 zu 30 Stimmen dafür ausgesprochen. Das Ergebnis, so wurde argumentiert, stelle nicht die Gleichbehandlung sicher.

## Ende des Streiks
Erneute Schlichtungsverhandlungen führten am 9. Februar in Kiel zu einem einstimmigen Einigungsvorschlag. In der vierten Urabstimmung nahmen ihn 39,7 % der Streikenden an, 60,3 % stimmten dagegen. Dieses Urabstimmungsergebnis wurde als konkrete Zahl nicht veröffentlicht. Da nach den Regularien der IG Metall für einen Arbeitskampf die Zustimmung von mindestens 75 % der Beschäftigten erforderlich ist, war damit der Streik beendet.
Von Gewerkschaftsseite wurde dieses Verhandlungsergebnis als entscheidender Durchbruch zur Gleichbehandlung der Arbeiter und Angestellten wahrgenommen. Weiterhin wurde ein längerer Urlaub und eine bessere Urlaubsvergütung vereinbart. Einer der längsten Streiks der deutschen Sozialgeschichte war aus Sicht der Gewerkschaft erfolgreich abgeschlossen. Wenige Monate später verabschiedete der Bundestag das „Gesetz zur Verbesserung der wirtschaftlichen Sicherung der Arbeiter im Krankheitsfalle“, dem Vorläufer für die endgültige Gleichstellung durch das Lohnfortzahlungsgesetz von 1969.
Am 31. Oktober 1958 verurteilte das Bundesarbeitsgericht die IG Metall zum Ersatz des Schadens, der durch den Streik entstanden war. Das Bundesarbeitsgericht wertete die gewerkschaftliche Urabstimmung als „Kampfmaßnahme“, die vor dem Ende der durch Tarifvertrag vereinbarten Friedenspflicht erfolgt war.

## Spätere Entwicklung
1969 wurde durch die CDU-SPD-Regierung der Anspruch auf Entgeltfortzahlung im Krankheitsfall für alle Beschäftigten im Lohnfortzahlungsgesetz verankert. Dieses Gesetz wurde 1996 durch die CDU-FDP-Regierung geändert – so betrug beispielsweise der Anspruch lediglich 80 Prozent statt 100 Prozent des Entgeltes. So kam es zum Konflikt um die Entgeltfortzahlung im Krankheitsfall 1996. Nach einem längeren, bundesweiten Konflikt vereinbarten die IG Metall und der Arbeitgeberverband der niedersächsischen Metall- und Elektroindustrie die tarifliche Regelung der 100-prozentigen Entgeltfortzahlung im Krankheitsfall – unabhängig von der jeweiligen gesetzlichen Regelung. Dieser Tarifkompromiss wurde schrittweise in den anderen Tarifgebieten der Metallindustrie und später in anderen Branchen übernommen. 1999 wurde durch die rot-grüne Bundesregierung die 100-prozentige Entgeltfortzahlung im Krankheitsfall wieder im Entgeltfortzahlungsgesetz festgeschrieben.

## Film
- Dokudrama über den Kampf zur Durchsetzung der Lohnfortzahlung im Krankheitsfall  Die Mutigen 56. Deutschland längster Streik